# Lagen om företagsrekonstruktion
Lagen om företagsrekonstruktion(FrekL) är lagen som reglerar förfarandet vid företagsrekonstruktioner. Lagen reglerar såväl företagsrekonstruktion genom frivilligt ackord och offentligt (tvingande) ackord.
Företagsrekonstruktion kan här likställas med betalningsinställelse.

## Historia
Lagen antogs år 1996 och trädde i kraft 1 september samma år. Den har sedermera omarbetats med mindre ändringar fram till 2021. Lagen håller på att omarbetas efter ett nytt lagförslag som ett resultat av ett EU-direktiv från 2019 och förväntas träda i kraft 1 juli 2022.
Lagen föregicks av Ackordslagen (1970:847 som gällde "ekonomisk uppgörelse utan konkurs mellan en gäldenär som är på obestånd och hans borgenärer." Lagen upphörde gälla i och med ikraftträdandet av Företagsrekonstruktionslagen.

## Syfte med lagen
Lagens syfte var att det skulle bli enklare att rekonstruera sådana företag i kris som bedömdes ha utsikter till en fortsatt lönsam verksamhet. Tanken är alltså att företag med en fungerande affärsidé som på grund av exempelvis sina utgiftsposter hamnat i illikviditet ska kunna rekonstrueras för att efter förfarandet fortsätta driva företaget med en bättre balans i sina räkenskaper. Trots att man ville uppnå att företag skulle undvika konkurser till förmån för företagsrekonstruktion har detta i praktiken inte visat sig vara resultatet av lagen. Under de senaste trettio åren (mellan 1988 och 2018) har antalet företagskonkurser legat i nivån 6 000 - 23 000 per år, medan det endast förekommit några hundratal förhandlingar årligen om offentliga ackord. Anledningen till detta kan förklaras genom att det ofta är förmånligare för företag att försättas i konkurs, vari företagsägarna, istället för att lägga ned verksamheten, betalar av samtliga skulder enligt förfarandet enligt Konkurslagen (1987:672) (KonkL) varefter konkursboet köps av företagsägarna för att återinställa verksamheten. Genom detta förfarande blir företaget av med sina skulder till borgenärerna utan kravet att fullständigt ersätta sina borgenärer men endast till den del Konkurslagen tillåter.

## Förfarandet vid företagsrekonstruktion

### Handlingsregler vid företagsrekonstruktion
Handlingsreglerna vid företagsrekonstruktion är förhållandevis enkla att förstå. Meningen är att företaget ska "frysa" sin balansräkning så att inga nya tillgångar eller skulder tillkommer företaget. Företaget behåller dock sin rättshandlingsförmåga under förfarandet, men styrs av den utsedda företagsrekonstruktören, eftersom inga handlingar som förändrar balansräkningen bör företas eftersom det då kan leda till att företagsrekonstruktören säger upp sitt uppdrag, varefter företaget inte har något annat val än att försättas i konkurs.